# Comuna Cornu, Prahova
Cornu este o comună în județul Prahova, Muntenia, România, formată din satele Cornu de Jos (reședința), Cornu de Sus și Valea Oprii.

## Geografie

### Așezare
Așezată în nord-vestul județului Prahova, pe cursul mijlociu al râului Prahova, în zona dintre masivul Gârbova și Subcarpații Curburii Externe, comuna Cornu se învecinează cu: orașul Breaza, la vest; cu municipiul Câmpina și comuna Poiana Câmpina, la sud; și cu comuna Șotrile, la nord, aflându-se la o depărtare de 90 km nord de București și la 70 km sud de municipiul Brașov.
Prin comună trece șoseaua națională DN1, care leagă Ploieștiul de Brașov; comuna este deservită de șoseaua județeană DJ205G, un drum ce pornește și se termină în DN1; din el se ramifică, în sudul extrem al comunei, șoseaua județeană DJ101R, care o leagă de Câmpina. Nu trec căi ferate pe teritoriul comunei Cornu, dar zona de nord a comunei este foarte apropiată de gara Breaza, de pe calea ferată Ploiești–Brașov.

### Climă
Temperatura medie multianuală este de 9,5 °C; maxima pozitivă a verii,cu o valoare de 36,1 °C a fost înregistrată la 9 iulie 1996, iar maxima negativă de -25,1 °C, la 23 ianuarie 1996. În ce privește regimul precipitațiilor, la Cornu se înregistrează valori ce se înscriu între 500-800 mm/an. Cât privește alcătuirea geologică a terasei, precizăm că peste 70% din suprafața construibilă prezintă în subsol depozite sedimentare ce aparțin miocenului, alcătuite din marne și argile cu intercalații de nisip și gresii, dar și depozite de sare și gipsuri.

## Demografie
Componența etnică a comunei Cornu
     Români (94,98%)
     Alte etnii (0,25%)
     Necunoscută (4,77%)
Componența confesională a comunei Cornu
     Ortodocși (94,01%)
     Alte religii (0,95%)
     Necunoscută (5,04%)
Conform recensământului efectuat în 2021, populația comunei Cornu se ridică la 4.444 de locuitori, în scădere față de recensământul anterior din 2011, când fuseseră înregistrați 4.516 locuitori. Majoritatea locuitorilor sunt români (94,98%), iar pentru 4,77% nu se cunoaște apartenența etnică. Din punct de vedere confesional, majoritatea locuitorilor sunt ortodocși (94,01%), iar pentru 5,04% nu se cunoaște apartenența confesională.

## Politică și administrație
Comuna Cornu este administrată de un primar și un consiliu local compus din 13 consilieri. Primarul, Cornel Nanu[*], de la Partidul Social Democrat, este în funcție din 2004. Începând cu alegerile locale din 2024, consiliul local are următoarea componență pe partide politice:
|  | Partid                     | Consilieri | Componența Consiliului | Componența Consiliului | Componența Consiliului | Componența Consiliului | Componența Consiliului | Componența Consiliului | Componența Consiliului | Componența Consiliului | Componența Consiliului | Componența Consiliului |
|  | -------------------------- | ---------- | ---------------------- | ---------------------- | ---------------------- | ---------------------- | ---------------------- | ---------------------- | ---------------------- | ---------------------- | ---------------------- | ---------------------- |
|  | Partidul Social Democrat   | 10         |                        |                        |                        |                        |                        |                        |                        |                        |                        |                        |
|  | Partidul Național Liberal  | 1          |                        |                        |                        |                        |                        |                        |                        |                        |                        |                        |
|  | Uniunea Salvați România    | 1          |                        |                        |                        |                        |                        |                        |                        |                        |                        |                        |
|  | Alianța Național Țărănistă | 1          |                        |                        |                        |                        |                        |                        |                        |                        |                        |                        |

## Istorie
Comuna a fost înființată la 1583, din refugiați fugiți din alte localități din calea războaielor. La sfârșitul secolului al XIX-lea, comuna făcea parte din plaiul Prahova al județului Prahova, fiind formată din cătunele Cornul de Sus, Cornul de Jos, Câmpinița și Frăsinet, totalizând 899 de locuitori. Din 1864, localitatea Cornu era menționată pentru prima oară cu rangul de comună a plaiului Prahova. În ultimul sfert al acelui secol a fost înființată școala, unde în 1892 învățau 74 de copii (din care 28 de fete). Pe teritoriul comunei funcționau două mori de apă: una cu piuă, pe Prahova și una fără, pe râul Câmpinița.
În aceeași compoziție și în aceeași plasă, în 1925, comuna este consemnată de Anuarul Socec cu o populație de 2711 locuitori. În 1931, cătunul Frăsinet a fost transferat comunei Breaza de Sus.
Comuna a fost inclusă în preajma lui 1938 în plasa Câmpina din județul Prahova, trecând apoi în 1950 în raionul Câmpina al regiunii Prahova și apoi al regiunii Ploiești. În 1968, comuna a revenit în județul Prahova, reînființat, cu componența actuală.

## Monumente istorice
În comuna Cornu se află biserica „Înălțarea Domnului” a fostului schit Drăghici Spătarul (1790, refăcută în 1811), monument istoric de arhitectură aflat în satul Cornu de Sus.

Din ruinele schitului de odinioară, peste șuvița de apă limpede și rece a râului Valea Rea, a “răsărit”, am putea spune, în mijlocul aceluiași pâlc de stejari seculari și brazi, al doilea lăcaș de cult, înscris cu aceeași slovă afumată de vremuri. Hramul “înălțarea Domnului” l-a moștenit și l-a purtat apoi peste ani, de la schitul marelui spătar Drăghici Cantacuzino, cea dintâi zidire monahală pe acest loc.

Pisania de la intrarea în actualul lăcaș de cult, reconstruit în anul 1911, glăsuiește: “în zilele prea înaltului și luminatului împărat Alexandru Pavlovici și prin zilele mitropolitului Dositeu, anul 1811, s-au zidit această sfântă și dumnezeiască biserică prin cheltuiala sfinției sale Popa David of Breaza, Rafira presvitera, preot Oprea, Maria presvitera, Diaconul Radu Costea Băcanu ot Breaza, Ilinca cu fiii lor, Gheorghe Ovreiu și împreună cu alți miluitori și ajutători de Dumnezeu. S-au întâmplat fiindcă la leat 1829 noiembrie 13, mare cutremur ce au fost și s-au slăbit foarte tare și așa numitul preot s-a îndemnat iarăși de a preamărit atât cu zugrăveală cât și cu lungimea ce se mai vede, în zilele prea înaltului domn Alexandru Dumitru Ghica, vel voievod leat 1835".

Diaconul Radu Costea Băcanu ot Breaza a fost înmormântat în pronaosul bisericii și apare în tabloul votiv de pe peretele ei.

Ctitorii n-au prevăzut că peste veacuri bisericuța lor va deveni obiectiv turistic și loc de popas, ademenind prin bucuria de odihnitoare priveliște pe care o oferă. Ea a luat naștere din pioșenia unor enoriași ai locului-, dornici de a lăsa urmașilor încă un semn al existenței lor evanescente. Și au izbutit în totalitate, perpetuând nu vanitatea ctitorilor, ci gustul pentru artă, priceperea
și modul de gândire al cornenilor unor vremi de mult apuse.

Este de fapt o biserică de sat, în simplitatea ei rustică, prezentându-se în mod plăcut și impresionează prin înfățișarea ei modestă și pitorească în mijlocul satului, la umbra copacilor înalți, dar mai ales prin pictura ce se desfășoară de jur împrejurul ei, sub streașină largă și joasa a acoperișului de șindrilă înnegrită de vreme. Pictura naivă prezintă un colorit armonios și ar putea servi drept model pentru alte biserici sătești: ea întrunește o tehnică simplă cu sentimentul naiv ai poporului.

Ca arhitectură, biserica nu prezintă nimic particular, s-ar putea spune chiar că aceasta îi lipsește și interesul este pur pitoresc. E zidită din piatră de munte tencuită. Turla e din scânduri așezate vertical, iar acoperișul este din tablă.
Interiorul este în stare bună. Intrarea se face printr-o tindă cu arcade în fata căreia acoperișul se lățește, rotunjindu-se spre a adăposti pe credincioși. Biserica e boltită și zugrăvită, pictura însă nu e așa de bine conservată ca cea din exterior și pe alocurea este ștearsă sau înnegrită.
Este interesantă mai ales din punct de vedere al picturii și al cadrului natural în care e așezată și, în orice caz, trebuie păstrată așa cum este.

Un moment de seamă în viața bisericii s-a derulat în anul 1914, când, prin decretul cu nr. 46432, semnat de regele Ferdinand I, a fost declarată monument de artă:

“Având în vedere avizul Comisiunii Monumentelor Istorice, consemnat în procesul verbal al ședinței de la 10 noiembrie a.c., ... am onoarea a ruga respectuos pe Majestatea Voastră să binevoiască a semna alăturatul decret, prin care biserica din comuna Cornu de Sus, județul Prahova, se declară monument public de artă, înscriindu-se în inventarul general al monumentelor din România.

Sunt cu cel mai profund respect, sire, al Majestății Voastre prea supus și prea plecat servitor"...

“Prin grația lui Dumnezeu și voința națională Rege al României. La toți de față și viitori sănătate,

Asupra Raportului Ministrului Nostru Secretar de Stat la Departamentul Cultelor și Instrucțiunii cu nr. 46432/1914.

Văzând avizul Comisiunii Monumentelor Istorice de la 10 noiembrie a.c.

Potrivit art. 2 și 3 din legea pentru conservarea și restaurarea monumentelor istorice:

Am decretat și decretăm:

Articolul I. - Se declară monument de artă biserica din comuna Cornul de Sus, jud. Prahova, și se va înscrie în inventarul general al monumentelor din România.

Articolul II. - Ministrul Nostru Secretar de Stat la Departamentul Cultelor și Instrucțiunii este însărcinat cu aducerea la îndeplinire a dispozițiunilor prezentului Decret.

Dat la București la 18 decembrie 1914". - Stăncioiu, Matei (1998). Cornu un sat cu nume românesc. Mectis.
În rest, alte trei obiective din comună sunt incluse în lista monumentelor istorice din județul Prahova ca monumente de interes local, toate fiind clasificate ca monumente de arhitectură: casele Ana Burlacu (1900) și Vasile Marinescu (1920) din satul Cornu de Jos; și casa Paraschiva Istrate (1919) din satul Cornu de Sus.
Monumentul eroilor neamului. Autor Nicolae Otto Kruch (1986)

Opera în granit și bonz a sculptorului Nicolae Otto Kruch, înălțat în anul 1986, pe locul numit la ”Aniniș”, este și Monumentul eroilor neamului ce amintește generațiilor de azi și celor ce vor urma, faptele de arme ale bravilor ostași ai Cornului.

## Personalități născute aici
- Ion Alexe (n. 1946), pugilist.